# Delma inornata
Delma inornata är en ödleart som beskrevs av  Arnold Girard Kluge 1974. Delma inornata ingår i släktet Delma och familjen fenfotingar. Inga underarter finns listade i Catalogue of Life.
Arten förekommer i östra Australien i delstaterna New South Wales, Queensland, South Australia och Victoria. Honor lägger ägg.